# Master P
Master P, de son vrai nom Percy Robert Miller, né le 29 avril 1970 à La Nouvelle-Orléans en Louisiane, est un rappeur, producteur, acteur et entrepreneur américain. Il est le fondateur du label No Limit Records et compte à son actif douze albums certifiés multi-platine, dix fois disques de platine et treize fois disques d'or.
Outre sa carrière solo, Master P est également actif au sein des groupes TRU et 504 Boyz. Malgré la fermeture de No Limit Records en 2003, il poursuit sa carrière musicale à travers différents labels comme Guttar Music et No Limit Forever.

## Biographie

### Jeunesse
Percy Robert Miller est né le 29 avril 1970 et a grandi à La Nouvelle-Orléans dans les quartiers de Calliope Projects. Miller et sa famille ont des origines françaises, jamaïcaines, chinoises, canadiennes, et porto-ricaines. Il est le frère aîné de cinq enfants. Il a une sœur, Germaine, et trois frères : Kevin, et les rappeurs Corey « C-Murder » et Vyshonne « Silkk the Shocker » Miller. Il étudie au Booker T. Washington High School et au Warren Easton High School,.
Ancien joueur de basketball, Miller étudie à l'Université de Houston dans le domaine de l'athlétisme, mais abandonne quelques moins plus tard, avant son transfert au Merritt College d'Oakland dans le domaine des affaires. Après la mort de son grand-père, Miller hérite de $10 000. Miller ouvre un magasin de disques à Richmond appelé No Limit Records, qui s'établira par la suite en label discographique. Le 15 février 1990, Master P publie la cassette audio Mind of a Psychopath. Son frère Kevin Miller est tué la même année à La Nouvelle-Orléans. Plutôt que de se laisser abattre, Master P devient un entrepreneur sérieux capable de changer sa vie et de ménager sa famille.

### Premiers projets
Le 12 février 1991, Master P publie son premier album Get Away Clean, qui suit rapidement d'un deuxième album Mama's Bad Boy en avril 1992. Les deux albums sont publiés au label In-A-Minute Records. En 1993, Master P publie son premier album collaboratif avec son groupe TRU, intitulé Who's da Killer?. Master P publie son troisième album The Ghettos Tryin to Kill Me! le 18 mars 1994 ; il est réédité en 1997 en édition limitée au label Priority. Cette même année, Master P collabore sur les compilations de No Limit West Coast Bad Boyz, Vol. 1: Anotha Level of the Game et West Coast Bad Boyz: High fo Xmas. Le 6 juin 1995, Master P publie son quatrième album 99 Ways to Die. Master P et TRU publient leur troisième album True le 25 juillet 1995, le premier projet majeur après deux albums indépendants. L'album atteint la 25e aux Top R&B/Hip-Hop Albums et 14e du Top Heatseekers. L'album est connu pour le single I'm Bout' It, Bout It.

### Popularisation (1995–2000)
En 1995, Master P emménage depuis Richmond, en Californie, à La Nouvelle-Orléans pour relocaliser No Limit Records et les producteurs Beats By the Pound. Le 16 avril 1996, Master P publie son cinquième album Ice Cream Man. Il contient le single à succès Mr. Ice Cream Man, qui accélère la montée en popularité de Master P. Plus tard en 1996, Master P collabore de nouveau avec TRU sur l'album Tru 2 da Game, qui ne sera pas publié avant le 18 février 1997. À cette période, TRU devient un trio comptant Master P et ses frères C-Murder et Silkk the Shocker. En 1996, Master P signe un contrat de distribution avec Priority Records.
Le 2 septembre 1997, Master P publie son album à succès Ghetto D. Il se vend à plus de 761 000 exemplaires la première semaine de publication, et est certifié triple disque de platine. Il contient le single à succès Make 'Em Say Uhh!, le meilleur single de Master P en date. La chanson est nommée d'un MTV Video Music Award l'année suivante dans la catégorie « meilleure vidéo de rap », mais perd face à Gettin' Jiggy Wit It de Will Smith. Le 2 juin 1998, P. Miller publie son septième album MP Da Last Don qui suit le film homonyme. L'album débute premier du Billboard 200 avec 400 000 exemplaires vendus la première semaine. Le 26 octobre 1999 Master P. Miller publie son huitième album Only God Can Judge Me, qui contient son single Step to Dis. L'album est certifié disque d'or, et vendu à plus de 500 000 exemplaires. En 1999, Master P et TRU publient leur cinquième album Da Crime Family. Le 28 novembre 2000, il publie son neuvième album Ghetto Postage qui contient ses singles à succès Bout Dat et Souljas. Toujours en 2000, Master P et son nouveau groupe 504 Boyz publient leur premier album Goodfellas, qui atteint la première place des Top R&B/Hip-Hop Albums et contient le single à succès Wobble Wobble.

### The New No Limit (2001–2005)
Le 18 décembre 2001, Master P publie son dixième album Game Face, le premier album de Master P distribué au label The New No Limit, en partenariat avec Universal Records. En 2002, les 504 Boyz publient leur deuxième album Ballers. Les deux albums atteignent le top 40, mais le label No Limit commence, peu après, à connaître un déclin de popularité. Les faibles ventes, le départ des membres et les démêlés judiciaires mènent à la fermeture de No Limit Records le 17 décembre 2003. Le onzième album de Master P,  Good Side, Bad Side, est publié le 23 mars 2004, et débute premier des Billboard Independent Albums,. Master P et le groupe TRU publient leur dernier album The Truth en 2005.

### Guttar Music (2005–2007)
En 2005, Master P et son fils Romeo Miller forment le label indépendant Guttar Music. Le 26 avril 2006, P. Miller publie son douzième album Ghetto Bill. Il contient le single I Need Dubs, qui reprend la chanson I Need Love de LL Cool J. Le 29 novembre 2005, P. Miller publie son premier album indépendant Living Legend: Certified D-Boy au label Guttar Music. Master P et les 504 Boyz publient aussi leur dernier album, Hurricane Katrina: We Gon Bounce Back la même année, qui rend hommage aux victimes de l'ouragan Katrina. En 2007, Master P publie un album collaboratif intitulé Hip Hop History avec Romeo, vendu à 32 000 exemplaires à l'international.

### No Limit Forever et travaux récents (depuis 2010)
Le 6 août 2013, Master P publie la mixtape Famous Again toujours pour la promotion de son album Boss of All Bosses ; il fait participer notamment Romeo, Silkk the Shocker (en), Game, Chief Keef, Fat Trel (en), Problem, Wiz Khalifa, Tyga, et Chris Brown. Le 6 décembre 2013, Master P publie son treizième album, The Gift.
Le 28 février 2014, Miller publie sa cinquième mixtape The Gift vol. 1 : Return of The Ice Cream Man.
Le 5 janvier 2015, Master P publie sa deuxième mixtape collaborative intitulée We All We Got avec son nouveau groupe Money Mafia. La mixtape fait notamment participer Lil Wayne, sur la chanson Power,. Le 9 février 2015, Master P publie sa troisième mixtape collaborative #CP3 avec le rappeur Ace B. En décembre 2019, Master P collabore avec sont fils Miller sur l'album Hidden Treasure.

## Discographie

### Albums studio
- 1991 : Get Away Clean
- 1992 : Mama's Bad Boy
- 1994 : The Ghettos Tryin to Kill Me!
- 1995 : 99 Ways to Die
- 1996 : Ice Cream Man
- 1997 : Ghetto D
- 1998 : MP da Last Don
- 1999 : Only God Can Judge Me
- 2000 : Ghetto Postage
- 2001 : Game Face
- 2004 : Good Side, Bad Side
- 2005 : Ghetto Bill
- 2005 : Living Legend: Certified D-Boy
- 2013 : The Gift
- 2015 : Empire, from the Hood to Hollywood

## Filmographie

### Comme acteur
- 1997 : I'm Bout It (vidéo) : Perry McKnight
- 1998 : MP da Last Don (vidéo) : Nino
- 1998 : The Players Club : Guy
- 1998 : I Got the Hook Up : Black
- 1999 : Hot Boyz : Moe
- 1999 : Foolish : Quentin 'Fifty Dollah' Waise
- 1999 : No Tomorrow : Maker
- 2000 : 911 (vidéo)
- 2000 : Cybertr@que (Takedown) : Brad
- 2000 : 60 secondes chrono (Gone in Sixty Seconds) : Johnnie B.
- 2000 : Lockdown (en) : Clean Up
- 2001 : Popcorn Shrimp : Crip
- 2002 : Un seul deviendra invincible (Undisputed) : Gat Boyz Rapper 1
- 2002 : Dark Blue de Ron Shelton : Maniac
- 2003 : Romeo! (série TV) : Percy Miller
- 2003 : More Mercy (vidéo) : Mr. Carlson
- 2003 : Hollywood Homicide : Julius Armas
- 2003 : Crashing with Master P (TV) : Lead
- 2004 : Still 'Bout It (vidéo) : Pistol P
- 2004 : Decisions (vidéo) : Petey
- 2005 : Uncle P : lui-même
- 2010 : Toxic : Angel
- 2017 : Destruction: Los Angeles : Jay Jones

### Comme producteur
- 1997 : I'm Bout It (vidéo)
- 1998 : Da Game of Life (vidéo)
- 1998 : I Got the Hook Up
- 1999 : Foolish
- 1999 : No Tomorrow
- 2000 : Lockdown (en)
- 2004 : Still 'Bout It (vidéo)
- 2004 : Decisions (vidéo)
- 2005 : Uncle P

### Comme scénariste
- 1997 : I'm Bout It (vidéo)
- 1998 : MP da Last Don (vidéo)
- 1998 : Da Game of Life (en) (vidéo)
- 1999 : Hot Boyz
- 1999 : Foolish
- 2004 : Decisions (vidéo)

### Comme compositeur
- 2004 : Decisions (vidéo)

### Comme réalisateur
- 1997 : I'm Bout It (vidéo)
- 1998 : MP da Last Don (vidéo)
- 1999 : Hot Boyz
- 1999 : No Tomorrow
- 2004 : Still 'Bout It (vidéo)